# Félix de Saulieu
Félix (Autun, siglo II-Saulieu, 177) fue un comerciante cristiano de la ciudad de Autun que sufrió martirio a causa de su fe en la ciudad de Saulieu en Côte-d'Or en Morvan.

## Biografía
Félix, comerciante cristiano de la ciudad de Autun y instalado en Saulieu, que alojó con él a dos evangelizadores de la región de Autun Andoche, sacerdote y Thyrsus, diácono, procedentes de Esmirna a petición de Policarpo.
Cuando salieron de Autun fueron arrestados, encarcelados en Saulieu (Sedelocus) y asesinados con un garrote por los romanos, en 177 cuando Marco Aurelio hizo escala en la ciudad.

## Veneración
Fausto, acompañado de su hijo Symphorien, habría resguardado entonces sus cuerpos en un sarcófago de mármol de Carrara, luego los habría enterrado en secreto en la cripta de San Andoche y sobre la que se erigió una primera basílica. Muy rápidamente se dio un culto a los restos de los mártires, atrayendo a muchos peregrinos y fieles que acudieron a venerar las reliquias.

## Iconografía
- San Andoche, San Thyrse, y San Félix, mártires, fiesta el  , grabado, Sol; a: 15,5 cm x l: 16 cm de Ludovic Alleaume
- Jacques Callot, “Martyre de saint Andoche et saint Thyrse”, las imágenes de los santos, impresión BnF, 1636[1]
- Vidriera de `` Saint Thyrse, diácono-mártir , en la Capilla Saint-François-de-Sales en Dijon
- Catedral de Saint-Bénigne de Dijon: Vidriera central en el ábside de Édouard Didron, fila inferior de izquierda a derecha,  Saint Andoche, Saint Bénigne, Saint Thyrse  -  Vitraux:  Escuela Apostólica de Esmirna  -  Salida de los santos en misión: Bénigne, sacerdote; Andoche, sacerdote; Thyrsus, diácono; Andéol, subdiácono
- Vidrieras en la Basílica Saint-Andoche de Saulieu: "San Félix da la bienvenida a San Andoche y San Thyrse"

## Anexo